# Théâtre National Francisco Gavidia
 (juillet 2025).
Le Théâtre National Francisco Gavidia est un théâtre de stylé néoclassique, à San Miguel, au Salvador. Construit entre 1903 et 1908, il est inauguré l'année suivante.

## Histoire
En 1901, un décret exécutif a créé la Junta de Fomento de la ville de San Miguel, dont l'objectif était de promouvoir des œuvres au bénéfice de la communauté. Parmi ses projets figurait la construction d'un théâtre, dont la conception et la réalisation furent confiées à l'ingénieur diplômé de l'Université de Louvain, Marcos Letona.
Letona s'inspire de l'Opéra de Paris, dont il est dit que le théâtre de San Miguel est une copie miniature,. Les travaux durent du 1er janvier 1903 jusqu'à sa livraison officielle le 25 décembre 1908 ; son inauguration a lieu le 31 décembre 1909 avec la pièce « La Veuve joyeuse ». Au cours des années suivantes, la programmation principale a été occupée par des projections de films.
En 1936, le bâtiment est devenu partie du Circuito de Teatros Nacionales, et le 27 mars 1939, il a été rebaptisé Teatro Nacional « Francisco Gavidia » en l'honneur de l'humaniste renommé. Dans les années 1950, il a accueilli une présentation de l'artiste mexicain Pedro Infante.
En 1936, le bâtiment est intégré au Circuito de Teatros Nacionales et, le 27 mars 1939, il est rebaptisé Teatro Nacional « Francisco Gavidia » en l'honneur du célèbre humaniste. Dans les années 1950, il accueille une représentation de l'artiste mexicain Pedro Infante.
Cependant, avec le temps, le théâtre tombe en désuétude, ce qui conduit à la suspension des activités en 1961. En 1971, un groupe d'enthousiastes de l'art occupe le bâtiment en protestation contre l'annonce de sa démolition pour y construire des bureaux gouvernementaux.
En 1975, le théâtre passe sous l'administration du Ministère de l'Éducation, par l'intermédiaire de la Direction du Patrimoine Culturel. En 1988, il est soumis à une rénovation, bien que certaines œuvres n'aient pas eu de résultat heureux. Cependant, par le décret législatif no 71, publié dans le Diario Oficial no 216 du 19 novembre, il est déclaré Monument National et est également administré par le Conseil National pour la Culture et l'Art. Cette entité soumet le théâtre à une nouvelle rénovation entre 2001 et 2006.
Lors des célébrations du Bicentenaire du soulèvement du 5 novembre 1811 , connu comme le « Premier cri d'indépendance » (es), il reçoit une médaille commémorative pour ses 100 ans d'histoire de la part de l'Assemblée législative.

## Détails architecturaux
Le théâtre est de style néo-classique et possède deux niveaux. Au premier étage se trouve le salon Lobby et au deuxième étage le salon Foyer. Il dispose également de quatre terrasses. La Grande Salle a une capacité d'accueil de 450 places assises. Ses quatre façades sont visibles de l'extérieur, aucune d'entre elles n'étant mitoyenne d'un autre bâtiment.